# Георгиевский (Брянская область)
Георгиевский — опустевший поселок в Унечском районе Брянской области в составе Старосельского сельского поселения.

## География
Находится в центральной части Брянской области на расстоянии приблизительно 30 км на восток-северо-восток по прямой от вокзала железнодорожной станции Унеча.

## История
Известен был с 1930-х годов. На карте 1941 года отмечен как безымянное поселение. По состоянию на 2020 год опустел.

## Население
Численность населения: 3 человека (русские 100 %) в 2002 году, 2 в 2010.